# Hugo Simberg
Hugo Gerhard Simberg (Hamina, 24 de junho de 1873 - Ähtäri, 12 de julho de 1917) foi um pintor e artista gráfico simbolista finlandês .

## Vida e carreira

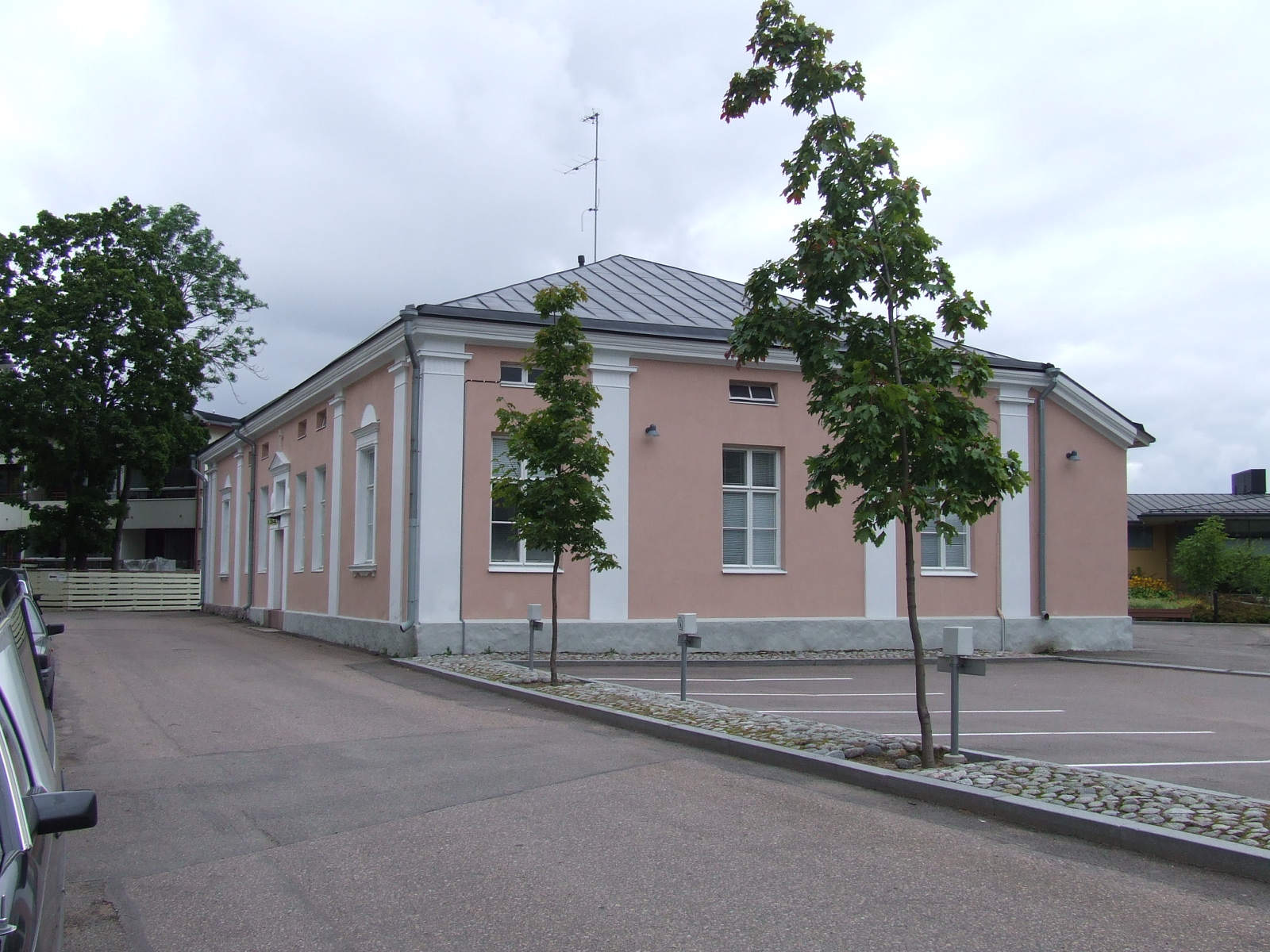
Local de nascimento de Hugo Simberg na cidade de Hamina

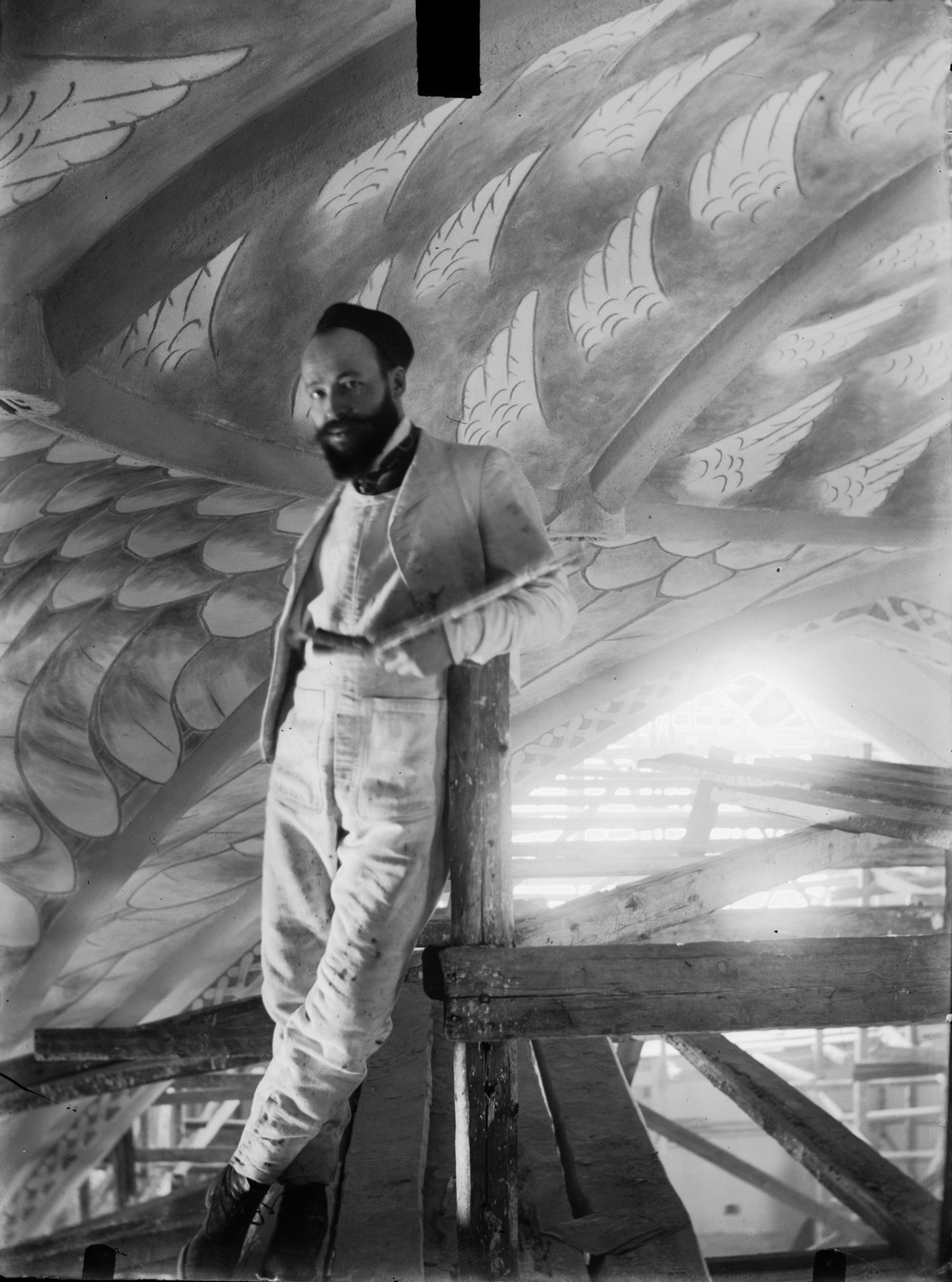
Trabalhando nos afrescos da Catedral de Tampere, 1904

Simberg nasceu em 24 de junho de 1873, em Hamina (no original sueco: Fredrikshamn ), filho do coronel Nicolai Simberg e Ebba Matilda Simberg (nascida Widenius). Em 1891, aos 18 anos, matriculou-se na Escola de Desenho dos Amigos da Arte de Viipuri e também estudou na Escola de Desenho da Sociedade Finlandesa de Arte de 1893 a 1895, mas em 1895 decidiu se tornar aluno particular de Akseli Gallen-Kallela em seu estúdio na natureza Kalela em Ruovesi . Ele estudou com Gallen-Kallela por três períodos entre 1895 e 1897.
Em 1896 Simberg foi para Londres e em 1897 para Paris e Itália. Durante esses anos, expôs várias obras nas exposições de outono dos artistas finlandeses, incluindo Autumn, Frost, The Devil Playing e Aunt Alexandra (1898), que foram bem recebidas. O sucesso crítico levou-o a ser membro da Associação de Arte Finlandesa e a ser nomeado para ensinar na Escola de Desenho dos Amigos da Arte de Viipuri.
Em 1904 foi contratado para decorar o interior da igreja de São João em Tampere (atual Catedral de Tampere), projeto que realizou com Magnus Enckell entre 1904 e 1906. Na virada do ano 1907-08  fez uma breve visita aos Estados Unidos. Ele também projetou o logotipo da UPM-Kymmene, o Grifo (1899).
Por volta de 1907 a 1913 lecionou na Escola de Desenho da Associação de Arte Finlandesa no Ateneum . Em 1910, casou-se com Anni Bremer. Eles tiveram dois filhos, Tom e Uhra-Beata, a última dos quais se tornou artista de tapetes rya .
Morreu em Ähtäri em 12 de julho de 1917. Sua biógrafa, Helena Ruuska, suspeita que ele lutou contra uma doença desconhecida, possivelmente sífilis, por muito tempo.

## Estilo
Os quadros de Simberg enfatizam principalmente temas macabros e sobrenaturais. A pintura mais famosa de Simberg é O Anjo Ferido. Seu personagem-título aparece na forma de um anjo alado com a cabeça enfaixada, carregado em uma maca por dois meninos vestidos de forma sombria, um dos quais olha para o espectador com uma expressão séria. A pintura é a mais conhecida das obras do artista e é especialmente famosa na Finlândia. A banda finlandesa de metal sinfônico Nightwish lançou em 2007 um videoclipe influenciado por esta pintura, " Amaranth ".
- O Anjo Ferido, 1903,eleito o "quadro nacional da Finlândia" em uma votação organizada pelo Ateneum em 2006[10]
- O Jardim da Morte, 1896

Outra pintura famosa é O Jardim da Morte, que, como muitas das pinturas de Simberg, retrata uma cena sombria e de outro mundo. As figuras centrais são uma reminiscência da clássica representação da Morte vestida de preto, mas paradoxalmente estão cuidando de jardins, símbolos  tradicionais de nascimento ou renovação.

## Galeria
- Geada (fi), 1895, guache
- Outono I, 1895
- Papoula, 1896
- Na correnteza da vida, 1896
- O rei-duende dorme, 1896
- O diabo tocando, 1896[nota 1]
- O diabo ao lado da panela (fi), 1897
- Entardecer de primavera durante o romper do gelo, 1897 (fi)
- O vento sopra, 1897
- O pobre-diabo e seus gêmeos, 1898, aquarela e óleo
- A esposa do fazendeiro e o pobre-diabo com seus gêmeos, 1899
- Cobra bocejando, 1899, painted on his travels in the Caucasus
- A menina e a ovelha, 1913
- Rumo ao entardecer, 1913